# Éplessier
Éplessier és un municipi francès situat al departament del Somme i a la regió dels Alts de França. L'any 2007 tenia 372 habitants.

## Demografia

### Població

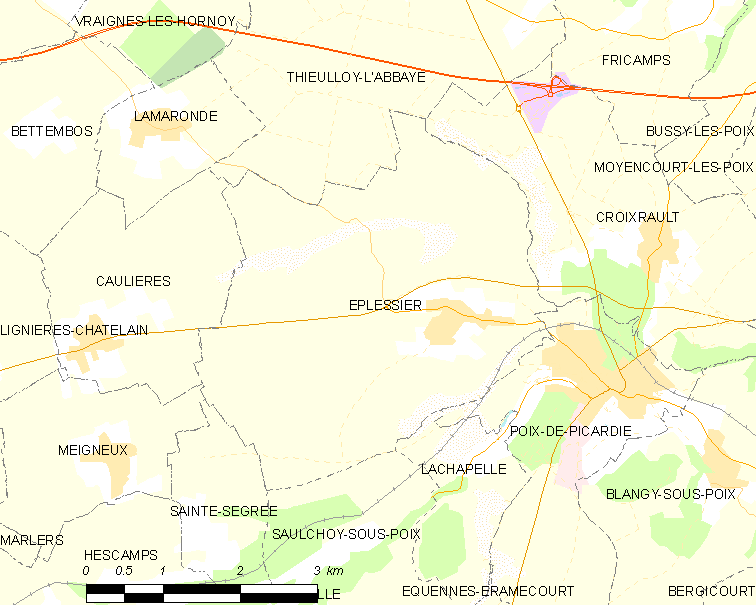

El 2007 la població de fet d'Éplessier era de 372 persones. Hi havia 127 famílies de les quals 24 eren unipersonals (24 dones vivint soles i 24 dones vivint soles), 40 parelles sense fills i 63 parelles amb fills.
La població ha evolucionat segons el següent gràfic:
Habitants censats

### Habitatges

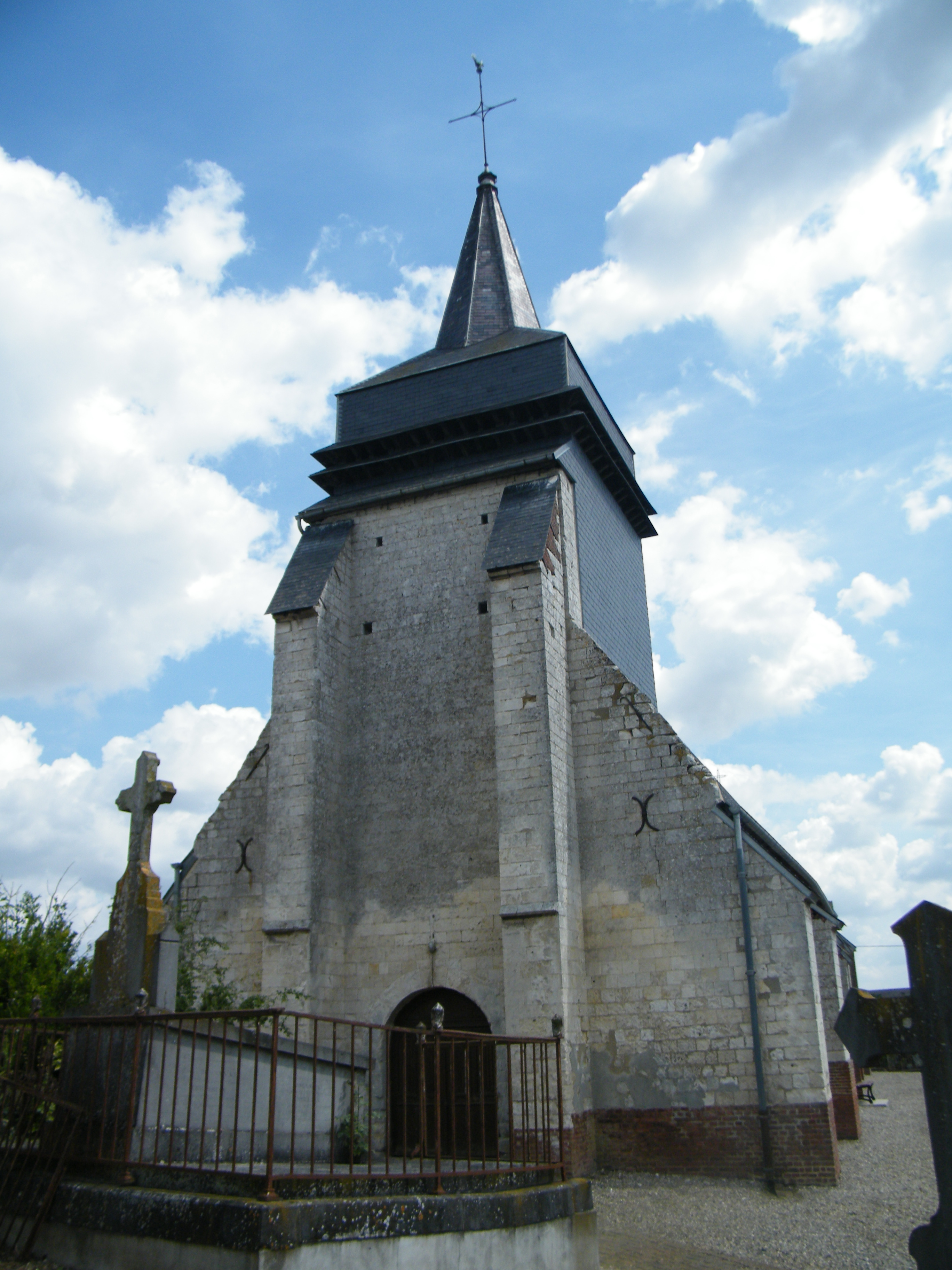

El 2007 hi havia 139 habitatges, 130 eren l'habitatge principal de la família, 5 eren segones residències i 4 estaven desocupats. 138 eren cases i 1 era un apartament. Dels 130 habitatges principals, 109 estaven ocupats pels seus propietaris, 17 estaven llogats i ocupats pels llogaters i 4 estaven cedits a títol gratuït; 1 tenia dues cambres, 13 en tenien tres, 36 en tenien quatre i 80 en tenien cinc o més. 96 habitatges disposaven pel capbaix d'una plaça de pàrquing. A 42 habitatges hi havia un automòbil i a 76 n'hi havia dos o més.

### Piràmide de població

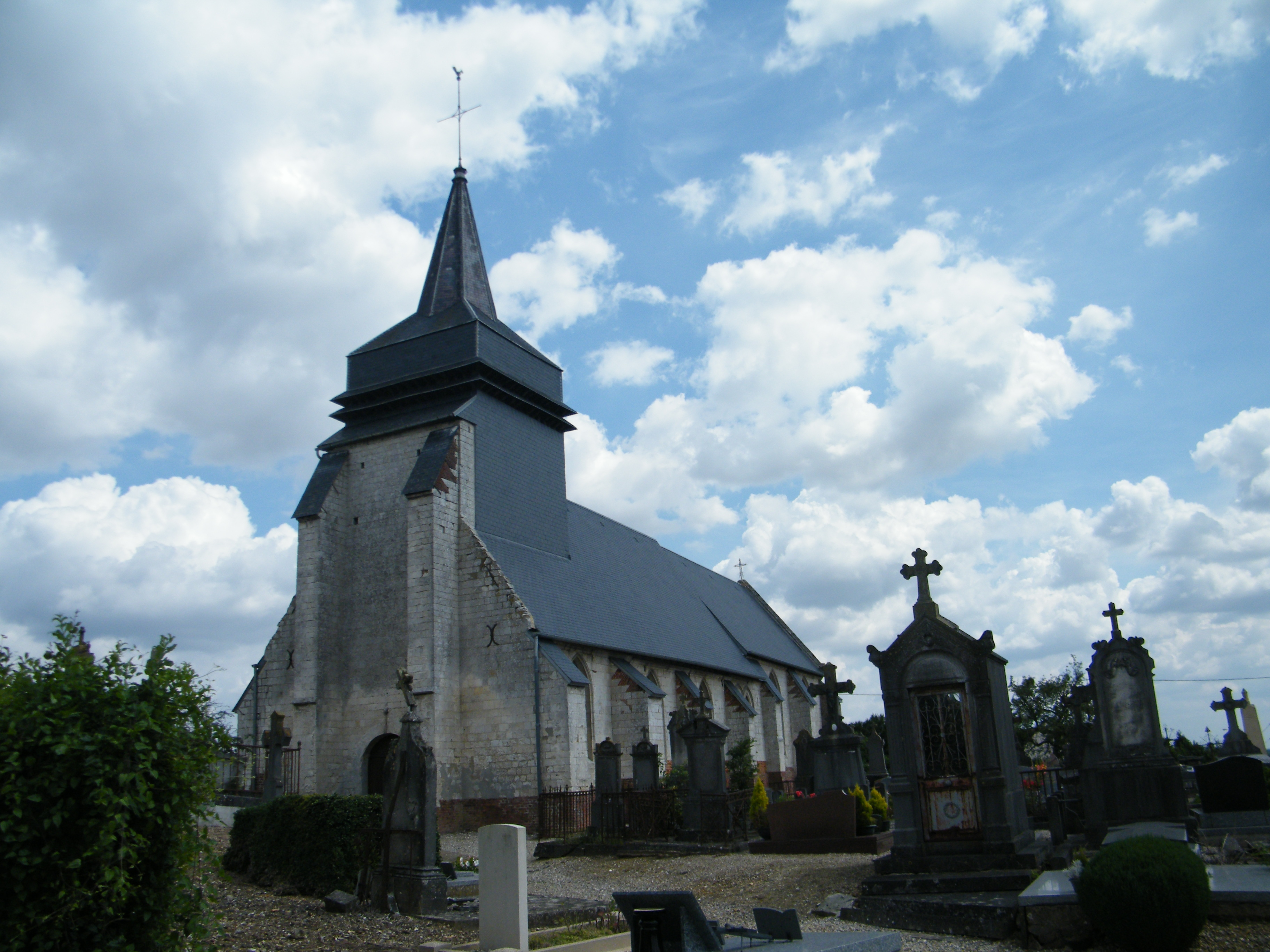

La piràmide de població per edats i sexe el 2009 era:
| Homes | Edats   | Dones |
| ----- | ------- | ----- |
| 0     | 95 o +  | 0     |
| 0     | 90 a 94 | 0     |
| 0     | 85 a 89 | 0     |
| 4     | 80 a 84 | 4     |
| 12    | 75 a 79 | 12    |
| 0     | 70 a 74 | 8     |
| 12    | 65 a 69 | 8     |
| 8     | 60 a 64 | 8     |
| 4     | 55 a 59 | 4     |
| 4     | 50 a 54 | 8     |
| 12    | 45 a 49 | 4     |
| 16    | 40 a 44 | 16    |
| 16    | 35 a 39 | 16    |
| 12    | 30 a 34 | 8     |
| 4     | 25 a 29 | 12    |
| 8     | 20 a 24 | 12    |
| 12    | 15 a 19 | 20    |
| 8     | 10 a 14 | 12    |
| 16    | 5 a 9   | 12    |
| 12    | 0 a 4   | 12    |

## Economia

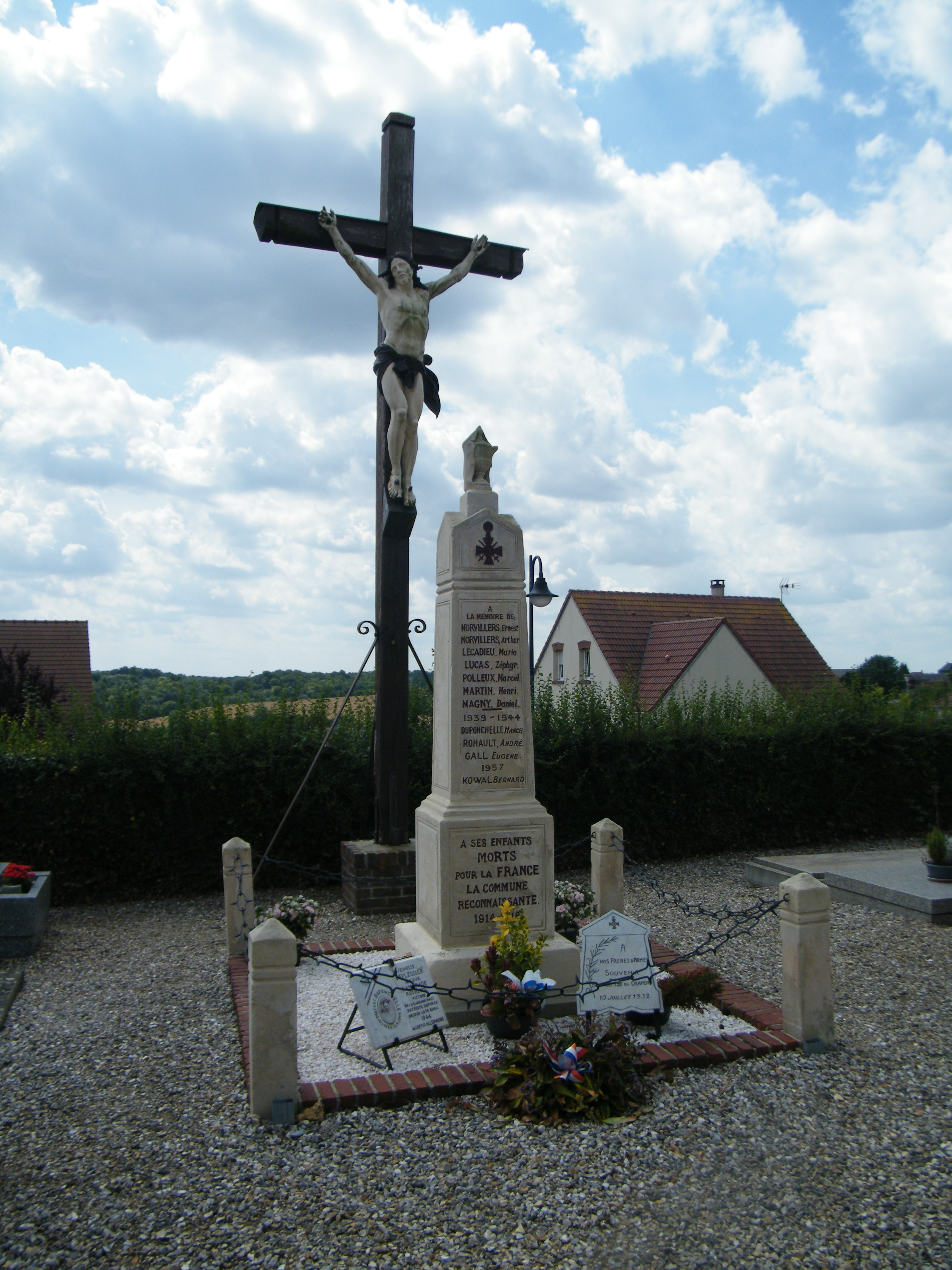

El 2007 la població en edat de treballar era de 240 persones, 186 eren actives i 54 eren inactives. De les 186 persones actives 175 estaven ocupades (91 homes i 84 dones) i 11 estaven aturades (3 homes i 8 dones). De les 54 persones inactives 14 estaven jubilades, 21 estaven estudiant i 19 estaven classificades com a «altres inactius».

### Ingressos
El 2009 a Éplessier hi havia 133 unitats fiscals que integraven 395,5 persones, la mediana anual d'ingressos fiscals per persona era de 17.621 €.

### Activitats econòmiques
Dels 6 establiments que hi havia el 2007, 1 era d'una empresa alimentària, 2 d'empreses de construcció, 2 d'empreses de comerç i reparació d'automòbils i 1 d'una empresa classificada com a «altres activitats de serveis».
Dels 3 establiments de servei als particulars que hi havia el 2009, 1 era un paleta, 1 fusteria i 1 perruqueria.
L'any 2000 a Éplessier hi havia 13 explotacions agrícoles que ocupaven un total de 966 hectàrees.

## Equipaments sanitaris i escolars
El 2009 hi havia una escola elemental integrada dins d'un grup escolar amb les comunes properes formant una escola dispersa.

## Poblacions més properes
El següent diagrama mostra les poblacions més properes.